# Metternich (Familienname)
Metternich ist ein deutscher Familienname.

## Herkunft und Bedeutung
Metternich ist ein Herkunftsname zum Siedlungsnamen Metternich.

## Namensträger
- Adolph Wolff von Metternich (1553–1619), deutscher Domdekan und Hofbeamter
- Anton Metternich (Politiker) (1890–1949), deutscher Politiker
- Anton Franz Metternich (1754–1827), deutscher Mediziner und Hochschullehrer
- August Wilhelm Franz Freiherr Wolff-Metternich (1705–1764), deutscher Regierungsbeamter
- Eberhard Metternich (* 1959), deutscher Musiker
- Ernst von Metternich (1657–1727), preußischer Gesandter am Immerwährenden Reichstag
- Franz Wolff-Metternich (1893–1978), deutscher Kunsthistoriker
- Franz-Albrecht Metternich-Sándor (1920–2009), österreichischer Adliger, Herzog von Ratibor und Prinz von Corvey
- Franz Arnold von Wolff-Metternich zur Gracht (1658–1718), Fürstbischof von Paderborn und Münster
- Franz Georg Karl von Metternich (1746–1818), deutscher Politiker und Diplomat
- Franz Wilhelm von Wolff-Metternich († 1752), Domherr in Münster
- Friedrich Wilhelm von Wolff-Metternich (1773–1848), Domherr in Münster
- Germain Metternich (1811–1862), deutscher Politiker und Revolutionär
- Hermann Wolff-Metternich (1887–1956), deutsche Militärperson
- Hermann Werner von Wolff-Metternich zur Gracht (1683–1704), Bischof von Paderborn
- Ignaz Wilhelm von Wolff-Metternich zur Gracht (1630–1688), Domherr in Münster und Worms
- Johann Reinhard von Metternich († 1637), Kaiserlicher Geheimrat und Domherr in verschiedenen Bistümern
- Johann Adolf Wolff Metternich zur Gracht (1592–1669), deutscher Hofbeamter und Diplomat
- Johann Ignatz Wolff-Metternich zur Gracht (1740–1790), deutscher Amtmann und Hofbeamter
- Josef Metternich (Sänger) (1915–2005), deutscher Opernsänger (Bariton) und Gesangspädagoge
- Josef Metternich (Pfarrer) (1930–2003), deutscher Pfarrer und Textdichter
- Karl Heinrich von Metternich-Winneburg (1622–1679), Erzbischof und Kurfürst von Mainz
- Klemens Wenzel Lothar von Metternich (Clemens Wenceslaus von Metternich-Winneburg zu Beilstein; 1773–1859), österreichischer Staatsmann
- Lothar von Metternich (1551–1623), Erzbischof und Kurfürst von Trier
- Lothar Friedrich von Metternich-Burscheid (1617–1675), Erzbischof und Kurfürst von Mainz
- Mathias Metternich (1747–1825), Mainzer Jakobiner
- Max Werner Joseph Anton Wolff-Metternich zur Gracht (1770–1839), nassauischer Politiker
- Michael Wolff Metternich (1920–2018), deutscher Automobilhistoriker
- Paul Metternich (Diplomat) (1853–1934), deutscher Diplomat
- Paul Alfons von Metternich-Winneburg (1917–1992), deutsch-österreichischer Automobilrennfahrer und Motorsportfunktionär
- Pauline von Metternich (1836–1921), Fürstin, Gründerin eines literarischen Salons in Wien
- Richard Klemens von Metternich (1829–1895), österreichischer Politiker und Diplomat
- Tatiana von Metternich-Winneburg (1915–2006), Mäzenin
- Wilhelm Metternich (Politiker) (1788–1839), deutscher Gutsbesitzer und Politiker, MdL Hessen
- Wilhelm Hermann Ignatz Wolff-Metternich zur Gracht (1665–1722), deutscher Geistlicher, Weihbischof in Münster
- Wilhelm Wolff von Metternich (1563–1636), deutscher Jesuitenpater, Domprediger und Rektor
- Wolf von Metternich († 1731), Diplomat, Schriftsteller und Alchemist